# Mario Tullio Montano
Mario Tullio Montano (ur. 7 lutego 1944 w Montecatini Terme, zm. 27 lipca 2017 w Livorno) – włoski szablista, dwukrotny medalista olimpijski i trzykrotny medalista mistrzostw świata.
Pochodził z rodziny, z której wywodzi się kilku medalistów olimpijskich w szermierce. Był bratankiem Aldo, bratem Carlo i Tommaso, kuzynem Mario Aldo oraz wujem Aldo. 
Na igrzyskach olimpijskich w Monachium w 1972 roku wspólnie z Michele Maffeim, Rolando Rigolim, Cesare Salvadorim i Mario Aldo Montano zdobył drużynowo złoty medal. W turnieju indywidualnym nie wystartował. Podczas rozgrywanych cztery lata później igrzysk olimpijskich w Montrealu reprezentacja Włoch w składzie: Mario Aldo Montano, Mario Tullio Montano, Michele Maffei, Tommaso Montano i Angelo Arcidiacono zdobyła srebrny medal. Nie został zgłoszony do startu w zawodach indywidualnych był piąty.
Podczas mistrzostw świata w Wiedniu w 1971 wraz z kolegami z reprezentacji zdobył brązowy medal w zawodach drużynowych. W tej samej konkurencji zdobył też brązowy medal na mistrzostwach świata w Göteborgu (1973) i srebrny na mistrzostwach świata w Grenoble (1974).
Po zakończeniu kariery pracował jako trener.